# Otostephanos donneri
Otostephanos donneri är en hjuldjursart som beskrevs av Bartoš 1959. Otostephanos donneri ingår i släktet Otostephanos och familjen Habrotrochidae. Inga underarter finns listade i Catalogue of Life.